# Philonicus albospinosus
Philonicus albospinosus är en tvåvingeart som först beskrevs av Luigi Bellardi 1861.  Philonicus albospinosus ingår i släktet Philonicus och familjen rovflugor. Inga underarter finns listade i Catalogue of Life.